# لاسانا (تگزاس)
لاسانا (به انگلیسی: Lasana) یک منطقهٔ مسکونی در ایالات متحده آمریکا است که در شهرستان کمرون، تگزاس واقع شده‌است. لاسانا ۲٫۱۳ کیلومتر مربع مساحت و ۸۴ نفر جمعیت دارد و ۱۱ متر بالاتر از سطح دریا واقع شده‌است.